# Rudziczka (Prudnik)
Rudziczka (deutsch Riegersdorf) ist ein Dorf in der polnischen Woiwodschaft Opole, das zur Gmina Prudnik gehört (bis 1945 Landkreis Neustadt O.S.).

## Geographie

### Geographische Lage
Das Waldhufendorf Rudziczka liegt im Süden der historischen Region Oberschlesien. Der Ort liegt etwa 9 Kilometer nordwestlich des Gemeindesitzes und der Kreisstadt Prudnik und etwa 57 Kilometer südwestlich der Woiwodschaftshauptstadt Opole.
Rudziczka liegt in der Nizina Śląska (Schlesische Tiefebene) innerhalb der Płaskowyż Głubczycki (Leobschützer Lößhügelland). Durch den Ort führt die Landesstraße Droga krajowa 41.

### Ortsteile
Ortsteil von Rudziczka ist der Weiler Zimne Kąty (Kaltfuhr).

### Nachbarorte
Nachbarorte sind Niemysłowice (Buchelsdorf) und Szybowice (Schnellewalde) im Süden, Mieszkowice (Dittmannsdorf) im Westen, Piorunkowice (Schweinsdorf) im Norden und Kolnowice (Kohlsdorf), Laskowiec (Haselvorwerk) sowie Czyżowice (Zeiselwitz) im Osten.

## Geschichte

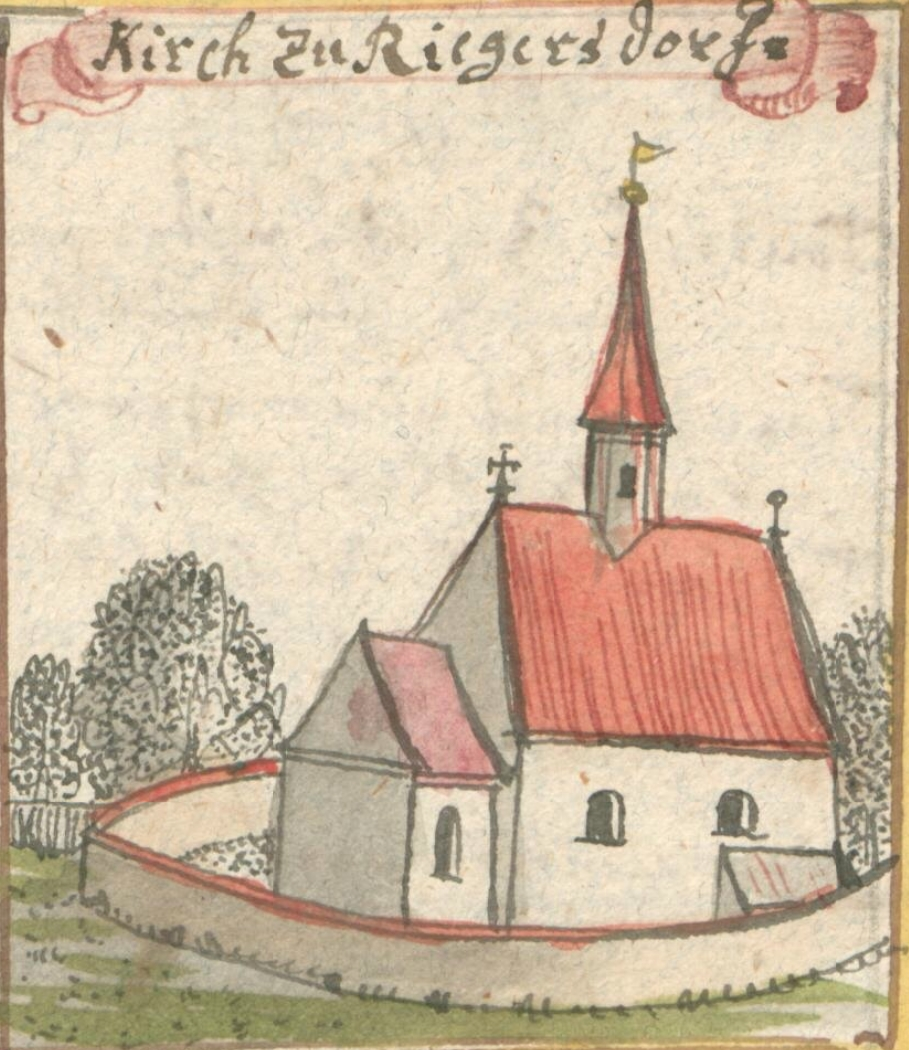
Die Dorfkirche in einer Zeichnung aus dem 18. Jahrhundert

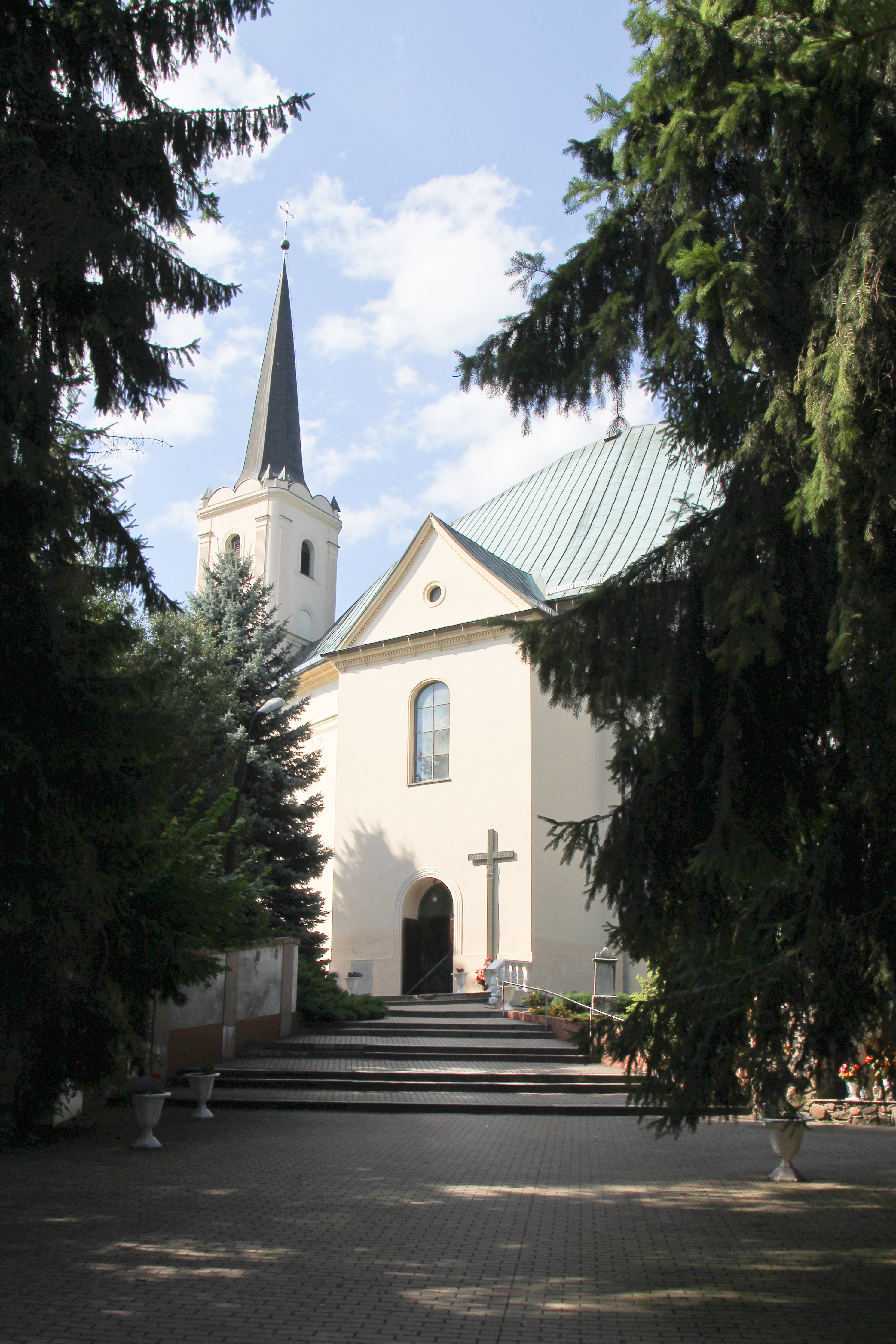
Kirche Zur Heiligen Dreifaltigkeit

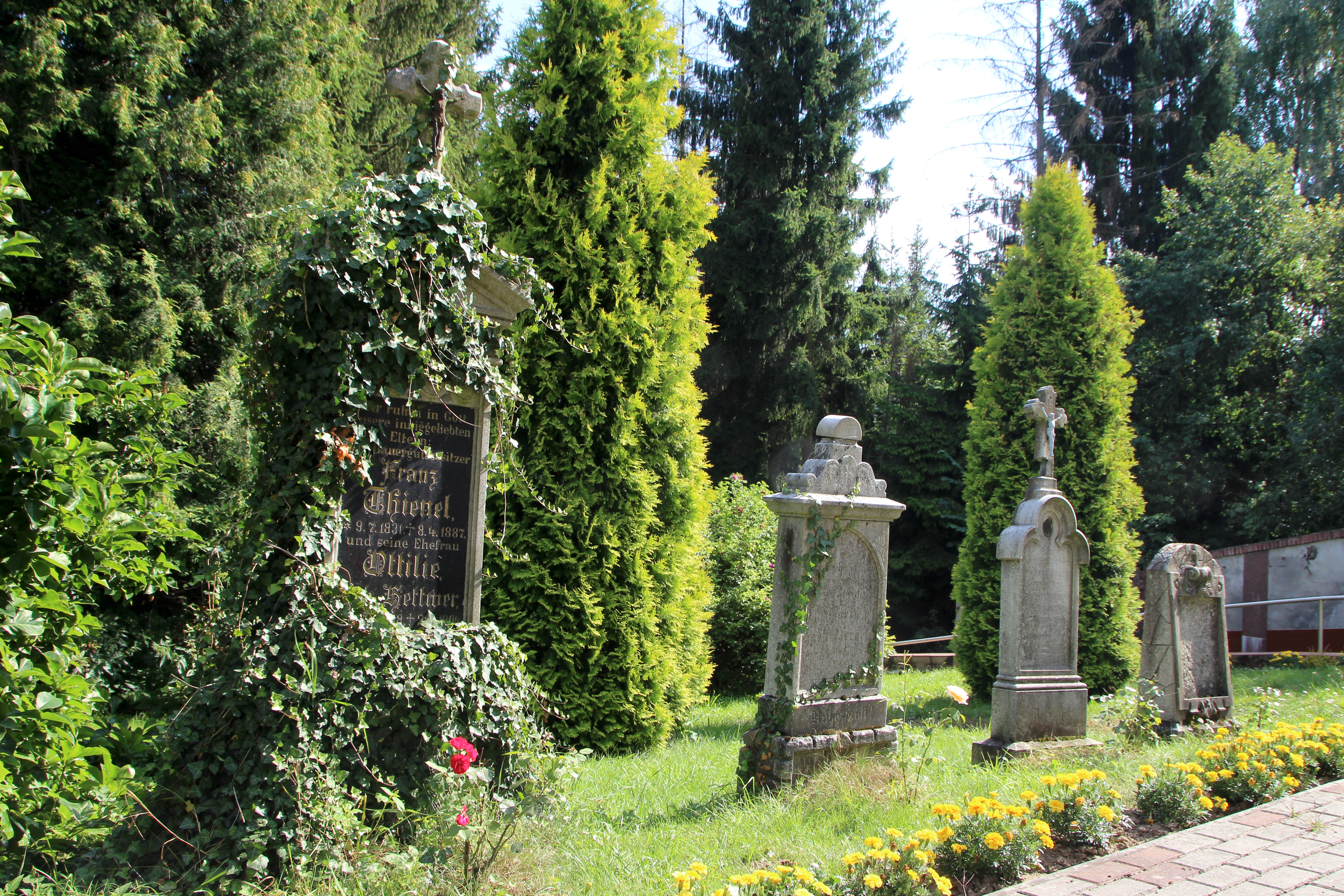
Friedhof

Riegersdorf wurde im Zuge der deutschen Ostsiedlung in der Mitte des 13. Jahrhunderts als Waldhufendorf im Grenzwald zwischen Mähren und Schlesien gegründet. Es wurde wahrscheinlich nach dem Lokator benannt (1464 Rudigersdorf). 1534 erfolgte eine Erwähnung als Rügertstorff.
Nachdem im 16. Jahrhundert die meisten Bewohner evangelisch geworden waren, führte die Gegenreformation dazu, dass nur noch eine Minderheit evangelisch war. Die Kirche wird seit 1629 von den Katholiken genutzt.
Nach dem Ersten Schlesischen Krieg 1742 gelangte Riegersdorf mit dem größten Teil Schlesiens an Preußen.
1803 wurde im Ort eine neue Kirche erbaut. Nach der Neuorganisation der Provinz Schlesien gehörte die Landgemeinde Riegersdorf, welche sich in die beiden Ortsteile Gräflich Riegersdorf und Riegersdorf-Anteil gliederten, ab 1816 zum Landkreis Neustadt O.S. im Regierungsbezirk Oppeln. 1845 bestanden in Riegersdorf-Anteil eine Erbscholtisei, eine evangelische Schule, ein Vorwerk sowie 70 Häuser. Im gleichen Jahr zählte Riegersdorf-Antheil 491 Einwohner, davon 96 evangelisch. Gräflich Riegersdorf zählte 1865 eine katholische Pfarrkirche, eine katholische Schule, eine evangelische Schule sowie 163 Häuser. Im gleichen Jahr zählte Gräflich Riegersdorf 1188 Einwohner, davon 339 evangelisch. 1855 lebten in beiden Ortsteilen 1706 Menschen. 1865 bestanden in Riegersdorf insgesamt 26 Bauer-, 35 Halbbauern-, 32 Gärtner- und 139 Häuslerstellen sowie eine Mühle. Die katholische Schule wurde im gleichen Jahr von 218 Schülern besucht, die evangelische Schule von 100 Schülern. Die evangelischen  Gläubigen waren nach Schnellewalde eingepfarrt. 1874 wurde der Amtsbezirk Riegersdorf gegründet, welcher aus den Landgemeinden Schweinsdorf, Steinau Dorf und Steinau Städtel und dem Gutsbezirk Schweinsdorf bestand. Erster Amtsvorsteher war der Wirtschaftsinspektor Moritz Göllner. Am 12. Juni 1874 erfolgte der Zusammenschluss der beiden Teile Gräflich Riegersdorf und Riegersdorf-Antheil zur Landgemeinde Riegersdorf. 1885 zählte Riegersdorf 1537 Einwohner.
Ab 1910 waren die evangelischen Gläubigen nach Dittmannsdorf eingepfaart. Die konfessionelle Teilung machte sich später auch in den Ergebnissen bei politischen Wahlen bemerkbar. So entschieden sich bei den Wahlen zur Nationalversammlung am 19. Januar 1919 69 % für das Zentrum, 10 % für die SPD und 20 % für die DNVP.
1933 lebten in Riegersdorf 1235 Menschen. Am 1. April 1938 wurde die Landgemeinde Siebenhuben nach Riegersdorf eingemeindet. 1939 lebten 1460 Menschen im Ort. Bis 1945 befand sich der Ort im Landkreis Neustadt O.S.
Mitte März 1945 wurde Riegersdorf im Rahmen der Oberschlesischen Operation durch heftige Kämpfe stark in Mitleidenschaft gezogen und durch die Rote Armee erobert. Dabei sollen 113 Einwohner umgekommen und 13 weitere später an Typhus gestorben sein. Danach kam der bisher deutsche Ort Riegersdorf unter polnische Verwaltung und wurde in Rudziczka  umbenannt und der Woiwodschaft Schlesien angeschlossen. Im Sommer 1946 wurden alle verbliebenen deutschen Bewohner vertrieben. Der Ort wurde von polnischen Vertriebenen aus Ostpolen und Zuwanderern aus Zentralpolen besiedelt und erhielt den Namen Rudziczka. 1950 kam der Ort zur Woiwodschaft Oppeln. 1999 kam der Ort zum Powiat Prudnicki.

## Sehenswürdigkeiten

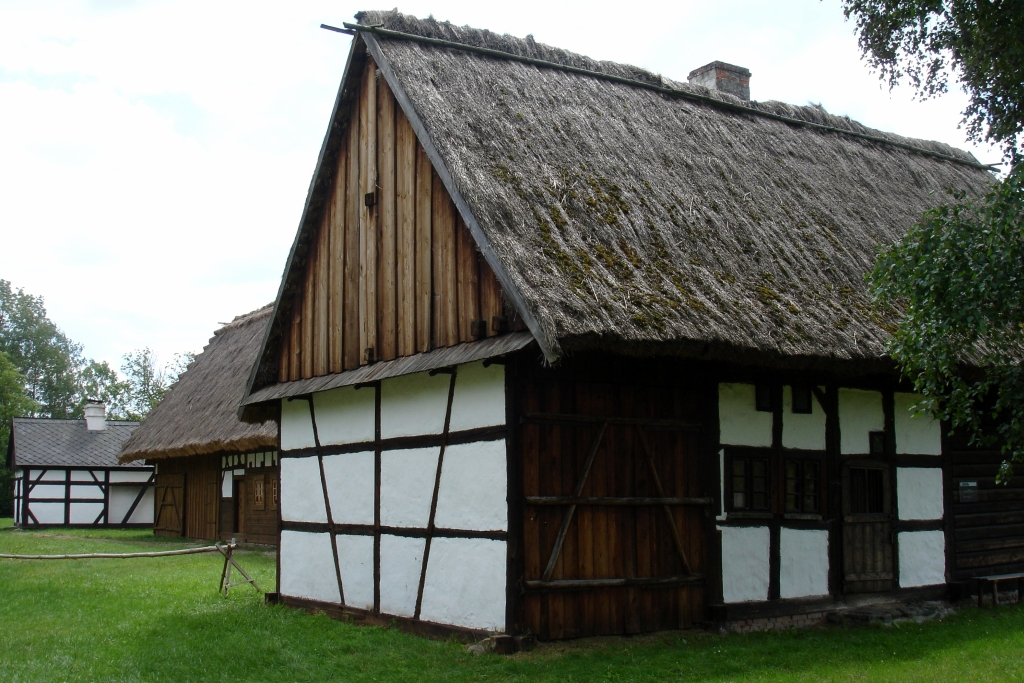
Doppelhaus und Bäckerhaus – heute im Museum des Oppelner Dorfes

- Die römisch-katholische Pfarrkirche Zur Heiligen Dreifaltigkeit (poln. Kościół Trójcy Świętej) wurde zwischen 1801 und 1803 im Stil des Klassizismus auf ovalen Grundriss erbaut. Erstmals wurde 1350 eine Kirche im Ort erwähnt. 1582 entstand eine evangelische Kirche, welche ab 1629 von der katholischen Gemeinde genutzt wurde. Der heutige Bau entstand nach den Entwürfen des Architekten Lohnseck. An der westlichen Seite befindet sich ein Glockenturm mit abgerundeten Ecken und einer Turmbekrönung mit einem hohen Spitzhelm.[10] Seit 1955 steht das Gebäude unter Denkmalschutz.[11]
- Katholischer Friedhof mit zahlreichen deutschen Denkmälern
- Steinerne Wegekapelle aus dem 19. Jahrhundert
- Steinerne Wegekapelle mit Jesustatue
- Steinerne Wegekapelle mit Glockenturm
- Kreuzigungsgruppe
- Schwesternhaus St. Elisabeth von 1913
- Backofen aus dem Jahr 1840, steht heute im Museum des Oppelner Dorfes
- Scheune aus dem Jahr 1830, steht heute im Museum des Oppelner Dorfes